# Uwe
Uwe, cuyas variantes son Uve, Ove (Dinamarca), Owe, Åge/Åke (Noruega), es un nombre masculino de origen frisón occidental de origen disputado; posiblemente una abreviación de los nombres conformados por el elemento germánico *ob- "industrial" o el alemán antiguo, agil- "espada" (etimológicamente cercano al latín acutus de origen indo-europeo AK- = 'afilado'). Probablemente esté relacionado con el nombre escandinavo muy común en la época vikinga, Ubbe.

## Personas
Fútbol
- Uwe Rahn (1962)
- Uwe Rösler (1968)
- Uwe Seeler (1936-2022),

Otros deportes
- Uwe Alzen (born 1967), pilota automovilístico alemán
- Uwe Beyer (1945–1993), atleta alemán
- Uwe Gensheimer (born 1986), jugador de balonmano alemán
- Uwe Proske (1961), esgrimidor alemán
- Uwe Römer (1969), esgrimidor

Otros
- Uwe Boll (born 1965), productor de películas alemán
- Uwe Böhnhardt (1977–2011), neonazi alemán
- Uwe Johnson (1934–1984), escritor alemán
- Uwe Mund (1941), director de arquestra austriaco
- Uwe Mundlos (1973-2011), neonazi alemán
- Uwe Rosenberg (1970), diseñador de videojuegos alemán
- Uwe Schmidt (1968), músico alemán
- Uwe Timm (1940), escritor alemán
- Uwe Wittwer (1954), artista suizo
- Uve Burgos (1998), productor musical